# Dirty (film, 2005)
Pour les articles homonymes, voir Dirty.
Pour plus de détails, voir Fiche technique et Distribution.
Dirty est un film américain réalisé par Chris Fisher, sorti en 2005.

## Synopsis
Deux flics de Los Angeles, impliqués dans une bavure, vivent une journée cauchemardesque après avoir accepté une livraison douteuse de drogue.

## Fiche technique
- Titre original et français : Dirty
- Réalisation : Chris Fisher
- Scénario : Chris Fisher, Gil Reavill et Eric Saks
- Musique :  Ryan Beveridge
- Photographie : Danny Minnick et Eliot Rockett
- Montage : Tom Sanders et Miklos Wright
- Production : David Hillary, Ash R. Shah et Tierre Turner
- Sociétés de production : 2710 Inc., Deviant Films, Silver Nitrate Pictures
- Société de distribution : Silver Nitrate Pictures
- Pays d'origine :  États-Unis
- Langues originales : anglais, espagnol
- Format : couleur - 16 mm - 1,85:1] - son Dolby Digital - SDDS - DTS
- Genre : Drame, Policier
- Durée : 94 minutes

## Distribution
- Cuba Gooding Jr. (VF : Bruno Dubernat) : officier Salim Adel
- Clifton Collins Jr. (VF : Damien Boisseau) : officier Armando Sancho
- Cole Hauser (VF : Maurice Decoster) : le lieutenant
- Keith David (VF : Benoît Allemane) : le capitaine Spain
- Wood Harris (VF : David Krüger) : Brax
- Wyclef Jean (VF : Thierry Desroses) : Baine
- Robert LaSardo (VF : José Luccioni) : Roland
- Judy Reyes (VF : Isabelle Ganz) : Bryant
- Taboo : Ramirez
- Aimee Garcia (VF : Dorothée Pousséo) : Rita
- Lobo Sebastian (VF : Michel Vigné) : Manny
- Tory Kittles (VF : Lucien Jean-Baptiste) : Wallace
- Pat Healy (VF : Daniel Lafourcade) : Ronnie

 Source et légende : version française (VF) sur RS Doublage et selon le carton du doublage français sur le DVD zone 2.